# Tetrathemis longfieldae
Tetrathemis longfieldae är en trollsländeart som beskrevs av Legrand 1977. Tetrathemis longfieldae ingår i släktet Tetrathemis och familjen segeltrollsländor. IUCN kategoriserar arten globalt som livskraftig. Inga underarter finns listade i Catalogue of Life.